# 边果鳞毛蕨
边果鳞毛蕨（学名：Dryopteris marginata）为鳞毛蕨科鳞毛蕨属下的一个种。